# 焼野駅
焼野駅（やけのえき）は、かつて富山県東礪波郡福野町（現南砺市）にあった加越能鉄道加越線の駅（廃駅）。

## 歴史
- 1935年（昭和10年）5月10日：加越鉄道の駅として開業。
- 1943年（昭和18年）1月1日：富山地方鉄道の駅となる。
- 1944年（昭和19年）5月18日：廃止。
- 1950年（昭和25年）10月23日：加越線が加越能鉄道に譲渡される。
- 1969年（昭和44年）4月1日：再開業。
- 1972年（昭和47年）9月16日：加越線の廃止により廃駅。

## 隣の駅
加越能鉄道
加越線
福野駅 - 焼野駅 - 高瀬神社駅